# Charles Cornwallis, I marchese Cornwallis
Charles Cornwallis, I marchese Cornwallis (Londra, 31 dicembre 1738 – Ghazipur, 5 ottobre 1805), è stato un generale, nobile e politico britannico.
Ufficiale del British Army preparato e capace, dimostrò buone qualità di comando durante la guerra d'indipendenza americana dove peraltro, dopo una serie di brillanti vittorie soprattutto negli Stati meridionali degli Stati Uniti, finì per essere accerchiato e costretto alla resa a Yorktown il 19 ottobre 1781. Ritornato in patria, mantenne la considerazione del governo e venne inviato in India, dove mostrò notevoli doti di organizzatore e confermò le sue capacità militari guidando con successo nel 1792 la terza guerra del Mysore; trasferito in Irlanda, soffocò la ribellione indipendentista e respinse un tentativo d'invasione francese nel 1798 durante la guerra della seconda coalizione. Cornwallis terminò la sua lunga carriera di amministratore e condottiero militare negoziando nel 1802 la pace di Amiens con il primo console Napoleone Bonaparte e infine ritornando al governo dell'India dove morì nel 1805.

## Biografia
Cornwallis era il figlio maggiore di Charles Cornwallis, I conte Cornwallis, e di sua moglie, Elizabeth Townshend, figlia del Charles Townshend, II visconte Townshend e nipote di Sir Robert Walpole. Il suo fratello minore, William Cornwallis, divenne ammiraglio della Royal Navy e guidò con distinzione squadre navali britanniche durante le guerre rivoluzionarie francesi.

## Carriera militare
Dopo aver studiato ad Eton ed al Clare College, ottenne il suo primo incarico come sottotenente del Grenadier Guards. In seguito chiese e ottenne il permesso di compiere degli studi militari all'estero, frequentando l'Accademia Reale di Torino. Al termine dei suoi studi a Torino, nel 1758 si recò a Ginevra, dove apprese che le truppe britanniche avrebbero partecipato alla guerra dei sette anni.
Un anno dopo, partecipò alla battaglia di Minden, dove impedì un'invasione francese in Hannover. Dopo la battaglia, divenne capitano dell'85º reggimento di fanteria. Nel 1761, prestò servizio nel 12º reggimento di fanteria e venne promosso tenente colonnello. Condusse il suo reggimento nella battaglia di Villinghausen (15-16 luglio 1761). Poche settimane più tardi sconfisse le truppe sassoni nella battaglia di Lutterberg e all'Assedio di Kassel.

### La guerra d'indipendenza americana
Aveva simpatia verso le rimostranze dei colonizzatori americani e votò contro la Declaratory Act del 1766. Pur opponendosi alle misure che provocarono lo scoppio della guerra d'indipendenza americana, accettò con senso del dovere un comando militare in America del Nord con il grado di maggior generale, prestando servizio con distinzione. Contribuì alla vittoria britannica nella battaglia di Long Island del 27-28 agosto 1776. Quello stesso anno inseguì l'esercito di Washington attraverso il New Jersey, fermandosi nel Nuovo Brunswick agli ordini del generale William Howe.
Dopo l'inattesa vittoria di Washington nella battaglia di Trenton il 26 dicembre 1776 contro i mercenari assiani del colonnello Johann Rall, Cornwallis cercò d'intercettare le truppe americane ma non riuscì a intrappolare i patrioti prima del periodo invernale. Nella successiva campagna estiva suo fu in gran parte il merito della vittoria britannica di Brandywine, l'11 settembre 1777, da dove poi condusse le forze britanniche a Filadelfia il 28 settembre. Dopo una breve visita in Inghilterra tornò come tenente generale e come secondo in comando del generale Henry Clinton. Dopo essersi opposto all'evacuazione di Filadelfia decisa da Clinton, guidò la retroguardia britannica durante la ritirata in direzione di New York e riuscì a respingere gli attacchi delle truppe americane di Washington e del generale Charles Lee nella battaglia di Monmouth il 28 giugno 1778.
Dopo essere tornato in Inghilterra per assistere la moglie malata, che morì nel 1779, rientrò in America nel mese di agosto del 1779 e partecipò alla spedizione organizzata e diretta dal generale Clinton negli stati meridionali delle colonie ribelli; partecipò quindi al vittorioso assedio di Charleston (1º aprile-12 maggio 1780). Quando la città capitolò e Clinton tornò a New York, Cornwallis prese il comando delle forze britanniche nel sud e inizialmente s'impegnò soprattutto a rafforzare il controllo sulle colonie meridionali e a combattere la guerriglia dei ribelli cercando di potenziare i reparti lealisti arruolati sul posto.
Nonostante gli apparenti successi la situazione delle forze britanniche rimaneva precaria: mentre il capo guerrigliero Thomas Sumter estendeva le sue azioni di disturbo, il Congresso continentale inviò in Carolina del Sud un nuovo esercito regolare al comando dell'esperto generale Horatio Gates che, rinforzato con le milizie della Virginia e della Carolina del Nord, passò all'attacco. Cornwallis accorse subito con le sue truppe da Charleston e il 16 agosto 1780 diede battaglia all'armata americana del generale Gates. La battaglia di Camden si concluse con la schiacciante vittoria delle truppe britanniche di Cornwallis: i reparti americani in gran parte si disgregarono e il generale Gates ripiegò per oltre 200 chilometri con i superstiti prima di essere destituito; Camden fu la più grande vittoria di Cornwallis e una delle più pesanti sconfitte subite dagli americani durante la guerra d'indipendenza.
Nei mesi seguenti Cornwallis continuò ancora ad avanzare aggressivamente in Carolina del Nord contro gli americani passati al comando del generale Nathanael Greene e ottenne una costosa vittoria a Guilford Court House, ma le vittorie dei miliziani a King's Mountain il 7 ottobre 1780 contro il generale Patrick Ferguson, e a Cowpens il 17 gennaio 1781 contro il colonnello Banastre Tarleton, indebolirono le sue forze e disgregarono le forze lealiste su cui egli faceva assegnamento per consolidare l'occupazione degli stati del Sud.
Da quel momento Cornwallis entrò sempre più in contrasto con il comandante in capo generale Clinton che rifiutò ripetutamente di inviargli i rinforzi necessari per riprendere l'avanzata nelle colonie meridionali; Clinton alla fine inviò nel marzo 1781 due piccoli reparti al comando dei generali Phillips e Benedict Arnold che sbarcarono nel nord della Virginia e si ricongiunsero con il grosso di Cornwallis in marcia verso Richmond. Il generale riuscì quindi a battere per due volte le forze americane di Lafayette e occupò Richmond, ma la sua situazione rimase precaria soprattutto dopo che l'11 giugno 1781 il generale Clinton inviò un nuovo messaggio in cui non solo rifiutava i rinforzi ma richiedeva a Cornwallis di distaccare 3.000 soldati e trasferirli al più presto a New York.
Cornwallis, marciando verso il litorale, dovette trincerarsi a Yorktown, in Virginia. Qui, circondato da una forza superiore di truppe americane e francesi, si arrese il 19 ottobre 1781, concludendo di fatto la guerra.

### Governatore Generale dell'India
Dopo il ritorno in patria nel 1782, Cornwallis nel 1785 divenne ambasciatore alla corte di Federico II di Prussia.
Dal 1786 al 1793 fu Governatore-Generale dell'India, dove varò delle riforme nell'ordinamento militare e personalmente condusse le campagne che portarono alla vittoria britannica nella terza guerra del Mysore.

### Lord Luogotenente d'Irlanda
Nel giugno 1798 fu nominato Lord luogotenente d'Irlanda e di Comandante in Capo d'Irlanda. La sua nomina fu accolta sfavorevolmente dall'élite irlandese, che preferiva il suo predecessore, Lord Camden.
Cornwallis era anche uno strumento per garantire il passaggio nel 1800 dell'Act of Union del Parlamento d'Irlanda, un passo necessario per la creazione del Regno Unito di Gran Bretagna e Irlanda. Nel maggio 1801 ritornò a Londra.

## Carriera politica
Nel gennaio 1760 fu deputato per il villaggio di Eye, nel Suffolk. Alla morte del padre, avvenuta nel 1762, entrò in politica con i Whig alla Camera dei lord, dove le sue abilità e le sue amicizie lo condussero alla carica di "aiutante di campo" del re.
Nel 1792 venne nominato marchese e fu promosso generale nel 1793.
Nel 1795 entrò nel governo come unico responsabile alla difesa. Come Viceré d'Irlanda nel 1798 sedò una ribellione incoraggiata dalle truppe francesi.

Come plenipotenziario britannico, con Giuseppe Bonaparte elaborò il trattato di pace di Amiens.

## Conclusione
Nonostante la sconfitta finale di Yorktown, Cornwallis è stato considerato in termini positivi dagli storici dal punto di vista delle sue qualità militari; in particolare Piers Macksey ne traccia un ritratto favorevole, elogiandone il rigore morale, il coraggio, l'abilità tattica e la capacità di accattivarsi la simpatia dei suoi soldati con il suo comportamento cameratesco; in particolare lo storico lo ritiene il solo generale britannico che abbia dato prova durante la guerra d'America di effettive doti di comando e di capacità di agire con audacia ed energia.
Anche lo storico francese Georges Lefebvre giudica nel complesso positivamente Cornwallis che definisce "uomo onesto" e "buon soldato", anche se ne critica l'attività durante le trattative per la pace di Amiens durante le quali si sarebbe dimostrato troppo arrendevole alle richieste francesi.

## Matrimonio
Sposò, il 14 luglio 1768, Jemima Tullekin Jones (1747-13 febbraio 1779), figlia del capitano James Jones; la coppia ebbe due figli:
- Lady Mary (28 giugno 1769-17 luglio 1840), che sposò John Singleton, non ebbero figli;
- Charles Cornwallis, II marchese Cornwallis (19 ottobre 1774-9 agosto 1823).

## Morte
Tornò in India come Governatore-Generale dove morì a Ghazipur il 5 ottobre 1805.

## Nella cultura di massa

### Film
- Il generale Charles Cornwallis è interpretato da Tom Wilkinson nel film Il patriota (2000), che lo vede scontrarsi con Benjamin Martin (Mel Gibson), colono americano che guida la rivolta contro gli inglesi.
- Nella serie TV Community (ep. 4 stagione 4) il professor Cornwallis afferma di essere diretto discendente del Generale Charles Cornwallis.